# Protosporangiida
Protosporangiida es un orden de mixomicetos de la clase Myxogastrea. Se clasifica en dos familias Ceratiomyxidae y Protosporangiidae. Comprende a los mixomicetos que forman tallos y esporas individualmente, esto es, las esporas se desarrollan externamente, a diferencia de los otros con esporas que se desarrollan internamente. El plasmodio es grande, inicialmente translúcido, transformándose rápidamente a color blanco o amarillo. Los cuerpos fructíferos se desarrollan en grandes grupos, individualmente sobre pequeños pedúnculos y de cada espora se originan ocho células aglomeradas.  Protosporangiida es considerado un grupo hermano de los demás Myxogastrea y anteriormente se clasificaba en el orden Protosteliida que actualmente no son considerados mixomicetos.